# Evania appendigaster
Evania appendigaster Linnaeus, 1758 è un insetto dell'ordine Hymenoptera, famiglia Evaniidae. Come tutte le specie della famiglia, E. appendigaster è associata all'ordine dei Blattodea in relazione trofica di predazione-parassitismo.

## Descrizione
E. appendigaster presenta caratteri tipici della famiglia che si evidenziano in particolare con la caratteristica conformazione dell'addome e relativo inserimento sul torace. Dalle altre specie della famiglia si distingue fondamentalmente per le maggiori dimensioni.
Il corpo è lungo poco più di 5 mm, ha livrea di colore nero, con ali ialine e apertura alare di 6–7 mm. Capo ipognato, con antenne relativamente lunghe, composte da 13 articoli.
Torace robusto e profondo con zampe posteriori lunghe mesocoxe equidistanti dalle coxe anteriori e dalle posteriori. Ala anteriore provvista di pterostigma ben sviluppato, con metà prossimale della membrana suddivisa in sette cellule chiuse, ala posteriore con venatura ridotta ma provvista di una robusta vena costale.
L'addome è di dimensioni ridotte, molto più piccolo del resto del corpo, compresso lateralmente e con peziolo relativamente lungo. La caratteristica più evidente è l'inserimento del peziolo nella parte prossimale e dorsale del propodeo, in posizione anteriore rispetto alle coxe posteriori. L'ovopositore è relativamente lungo.

## Biologia
Come nella generalità degli Evaniidae, le larve di E. appendigaster sono predatrici oofaghe a spese di Blattodei. In particolare, E. appendigaster è associata a scarafaggi commensali dell'uomo, come Periplaneta americana e Blatta orientalis. Le femmine frequentano gli ambienti domestici, dove possono essere occasionalmente catturate, e depongono le uova nelle ovature penetrandole con l'ovopositore. Questa specie depone un solo uovo per teca.
Gli adulti sono glicifagi e si nutrono di nettare e melata.

## Distribuzione
Di probabile origine asiatica, E. appendigaster è diventata specie cosmopolita, presumibilmente propagatasi con i suoi ospiti.